# Evacanthus kuohi
Evacanthus kuohi är en insektsart som beskrevs av Liang 1995. Evacanthus kuohi ingår i släktet Evacanthus och familjen dvärgstritar. Inga underarter finns listade i Catalogue of Life.